# Giambattista Vasco
Giambattista Vasco (Mondovì, 10 de outubro de 1733 – Rocchetta Tanaro, 11 de novembro de 1796) foi um economista e abade italiano.

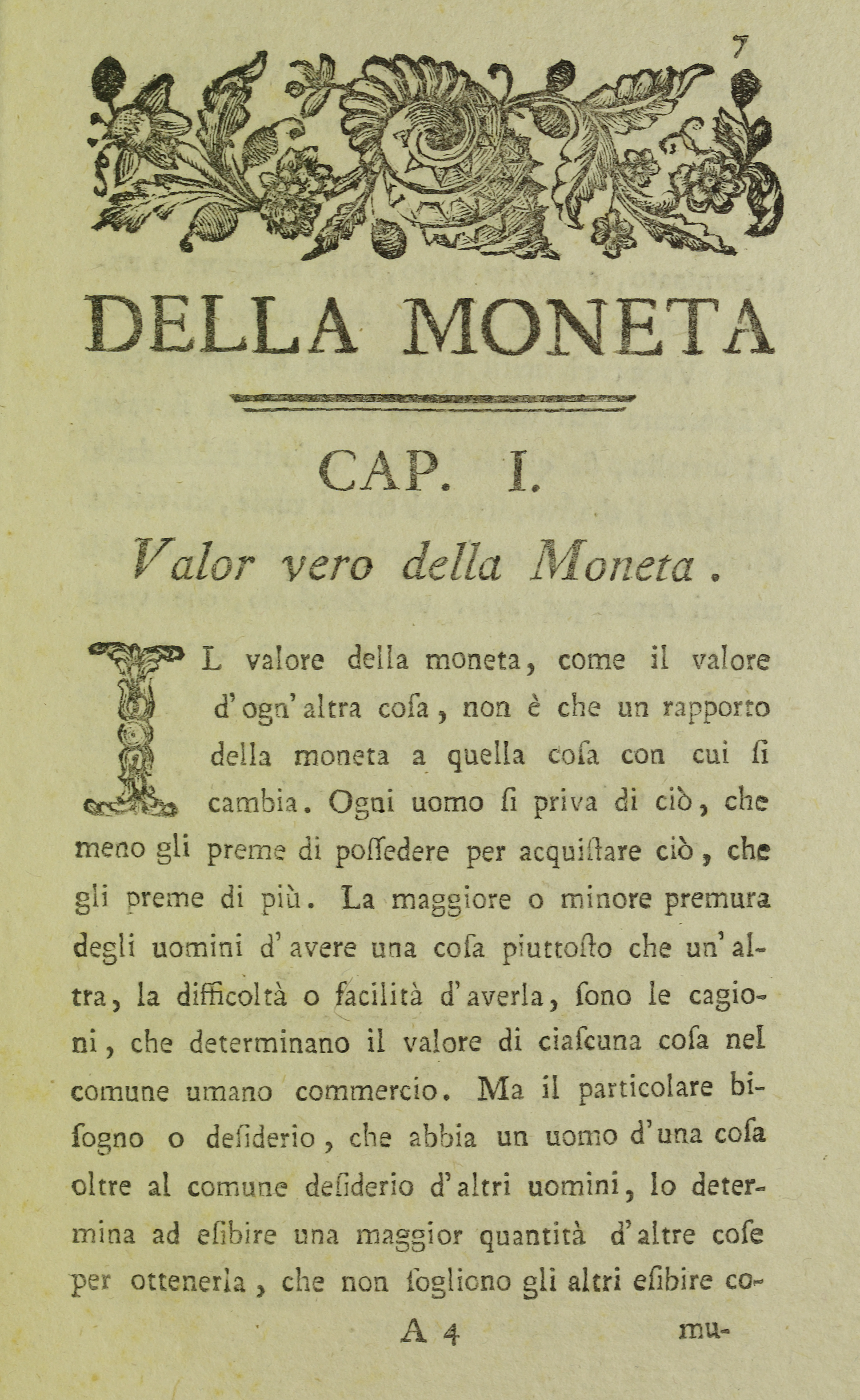
Della moneta, 1788

## Obras
- I contadini: la felicità pubblica considerata nei coltivatori di terre proprie (em italiano). Bréscia: Giammaria Rizzardi. 1769
- Della naturale umana bipede positura: lettera critica (em italiano). Milão: Giuseppe Galeazzi. 1770
- Della moneta: saggio politico (em italiano). Turim: Stamperia reale. 1788
- L'usura libera: risposta al quesito proposto da Giuseppe II imperadore (em italiano). Milão: Luigi Veladini. 1792
- Delle universita delle arti e mestieri: dissertazione (em italiano). Milão: Luigi Veladini. 1793